# Balsam Grove
Balsam Grove es un área no incorporada ubicada del condado de Transilvania en el estado estadounidense de Carolina del Norte.